# محمدحسین خان قراگوزلو
محمدحسین خان قراگوزلو (درگذشته ۱۲۴۵ قمری) از رؤسای ایل قراگوزلو و حاکم همدان و وزیر فتحعلی‌شاه قاجار بود.
محمدحسین خان از تیره عاشقلوی ایل قراگوزلو بود. نام او در صفحات تاریخ از جایی ظاهر می‌شود که با نیروهای ایلیاتی تحت فرمان خود به یاری آغامحمد خان قاجار برخاست. در اوایل شوال ۱۲۹۹ قمری که جعفر خان زند به قصد تصرف عراق عجم از شیراز به اصفهان آمد و آهنگ پیشروی به سوی همدان نمود، آغامحمدخان قاجار از محمدحسین خان قراگوزلو خواست تا همراه با علی خان افشار زایرلو، حاکم زنجان، به مقابله او بشتابند. آن‌ها پس از جنگ و گریزی، سرانجام با یاری خسرو خان اردلان و خوانین گروس در صحرای بهار همدان شکست سختی به جعفرخان دادند و اسیران و غنائم بسیار گرفتند. در سال ۱۲۰۵ قمری آغامحمدخان قاجار افواج قراگوزلو را به سرکردگی محمدحسین خان و نصرالله‌خان قراگوزلو به مقابله با لطفعلی خان زند و تسخیر شیراز گماشت. در سال ۱۲۰۸ قمری که آقامحمدخان کرمان را در محاصره گرفت، محمدحسین خان در جبهه قاجاریان حضور داشت ولی با پیروزی قاطع لطفعلی خان، به همراه نیروهای قاجار روی به تهران آورد. در سال ۱۲۱۰ قمری آغامحمدخان برای منضم کردن برخی ولایت‌های خراسان که پس از نادرشاه افشار جدایی پیدا کرده و جزء قلمروی زمان شاه، پادشاه افغانستان، شده بود، هیاتی را به ریاست محمدحسین‌خان به کابل نزد زمان شاه و به هرات نزد شاه محمود فرستاد. در نتیجه حسن تدبیر محمدحسین‌خان بلخ بازگرفته شد. محمدحسین خان در سال ۱۲۱۶ قمری حاکم همدان بود و در این سال از هیئت سفارت انگلیس به ریاست سر جان ملکم پذیرایی کرد. تصویر محمدحسین خان در تابلوی صف سلام کاخ گلستان در حالی که جلوتر از محمدصادق خان دنبلی و نصرالله خان قراگوزلو و پشت سر اللهیار خان قلیچی ایستاده است، دیده می‌شود. در این تابلو نام و عنوان او را «محمدحسین خان قراگوزلو، وزیر لرستان» نوشته‌اند.
آقا احمد کرمانشاهی مولف کتاب مرآت‌الاحوال جهان‌نما که در حدود سال ۱۲۱۶ قمری محمدحسین خان را در همدان ملاقات کرده است، درباره او می‌نویسد:«و حاکم آن بلده بود عالی‌جاه معلی جایگاه شوکت و اجلال دستگاه محمدحسین‌خان قراگوزلو که نهایت دیندار و رعیت پرور و مخلص علماء عالی مقدار و برخلاف اغلب بزرگان طائفه خود منکر جماعت صوفیه ضاله مضله، و طاعن عقاید خبیثه ایشان است.»